# Tolmezzo
Tolmezzo este o comună din provincia Udine, regiunea Friuli-Veneția Giulia, Italia, cu o populație de 9.833 locuitori (1 ianuarie 2023) și o suprafață de 64,62 km².

## Demografie
Tolmezzo - evoluția demografică

|  | Graficele sunt indisponibile din cauza unor probleme tehnice. Mai multe informații se găsesc la Phabricator și la wiki-ul MediaWiki. |

Date: Recensăminte sau birourile de statistică - grafică realizată de Wikipedia

## Personalități născute aici
- Jonathan Milan (n. 2000), ciclist.